# Mùa thu của Phương
Mùa thu của Phương là chuyến lưu diễn của ca sĩ Thu Phương với lịch trình đi qua ba thành phố lớn của Việt Nam gồm Thành phố Hồ Chí Minh, Hà Nội và Hải Phòng. Đêm nhạc được chia làm bốn phần chính: Tuổi thơ và nỗi nhớ, Lãng mạn; Biển và Hits & More. Đây cũng là chuyến lưu diễn đầu tiên của Thu Phương tại Việt Nam trong suốt sự nghiệp 30 năm ca hát của cô.

## Bối cảnh
—Thu Phương tâm sự trên tờ Zing trong buổi giao lưu trực tuyến trước thềm tour diễn ngày 17 tháng 10
Để đánh dấu chặng đường 25 năm ca hát của mình, Thu Phương đã trở về Việt Nam lên ý tưởng và thực hiện tour diễn xuyên Việt đầu tiên của mình. Thông tin về tour diễn bắt đầu được tất cả các tờ báo lớn nhất tại Việt Nam loan tải vào trung tuần tháng 10 năm 2013 với địa điểm diễn ra tại Nhà hát Hòa Bình, Sài Gòn và Cung văn hóa hữu nghị Việt Xô, Hà Nội. Đây cũng là tour diễn đầu tiên đánh dấu sự trở lại của Thu Phương sau hơn 10 năm vắng bóng tại Việt Nam. Chuyến lưu diễn chính thức được thông báo vào ngày 4 tháng 10 năm 2013 trên trang thông tin điện tử Vnexpress, với tiêu đề "Mùa thu của Phương", khởi động tại Nhà hát Hòa Bình vào ngày 20/10/2013 và tiếp tục mang ra Hà Nội và kết thúc tại Cung văn hóa hữu nghị Việt Xô vào ngày 22/10/2013. "Mùa thu của Phương" được tài trợ bởi Viet Vison, thuộc khuôn khổ Vietnam Concert số 2. Đây là lần đầu tiên Thu Phương hợp tác với Viet Vision và đánh dấu bước hợp tác với các sản phẩm âm nhạc về sau của cô với công ty này.
Tiếp nối mạch thành công của hai đêm diễn tại Sài Gòn và Hà Nội, năm 2015, Thu Phương trở về quê hương Hải Phòng đồng thời đem "Mùa thu của Phương" về với đất Cảng. Thông tin về đêm nhạc được loan tải chính thức vào ngày 16 tháng 9 năm 2015 trên tờ Vnexpress.Thu Phương chia sẻ trước thềm đêm nhạc:"Tôi đã chờ giây phút này từ rất lâu rồi, một đêm nhạc đúng nghĩa để hát, khóc, cười với mảnh đất sinh ra và nuôi dưỡng chất Hải Phòng đầy tự hào của tôi. Thật sự tôi không biết mình sẽ bước ra sân khấu và hát câu đầu tiên như thế nào vì chắc cảm xúc lẫn lộn lắm. Tôi hy vọng mình đủ sức để hát, kể chuyện cho khán giả quê nhà trọn cả đêm. Bài hát nào tôi cũng muốn hát, câu chuyện nào tôi cũng muốn kể bởi có quá nhiều điều để nói". Đêm nhạc tại Hải Phòng cũng là cột mốc đánh dấu 30 năm ca hát của Thu Phương đồng thời cũng đánh dấu 20 năm cô quay lại sân khấu ca nhạc Hải Phòng. Đêm diễn được tổ chức vào đêm 26 tháng 9 năm 2015 được sản xuất bởi công ty D&D Entertainment kết hợp với Viet Vision và Celeb Media.
Để đánh dấu 30 năm ca hát, Thu Phương tiếp tục đưa "Mùa thu của Phương" về sân khấu Nhà hát Tuổi trẻ, Việt Nam tri ân những thầy cô, bạn bè và đồng nghiệp của cô tại đây.

## Phát triển

### Ý tưởng và sản xuất

Những ký ức về giọng ca Hải Phòng chạy ngang qua màn hình Mùa thu của Phương 2013

"Mùa thu của Phương" là một sự kiện văn hóa mang tính tổng kết sự nghiệp, vì vậy mà ngay từ những ngày đầu, truyền thông Việt Nam đã có những bài viết, những tiểu luận về Thu Phương như đăng những hình ảnh của cô trong suốt chiều dài sự nghiệp, hay phát những bài hát gắn liền với tên tuổi Thu Phương qua các chặng đường. Vì vậy, êkip sản xuất đã lên ý tưởng cho tour diễn thành bốn phần, gắn liền với những giai đoạn trong sự nghiệp và cuộc đời của Thu Phương."Mùa thu của Phương" được chia làm bốn phần chính:
- Tuổi thơ và nỗi nhớ: phần trình diễn các ca khúc liên quan tới quê hương và nỗi nhớ;
- Lãng mạn: phần trình diễn các ca khúc lãng mạn cũng như của nhạc sĩ Việt Anh;
- Biển và quê hương: phần trình diễn các ca khúc về Biển và Hải Phòng;
- Hits & more: phần trình diễn các ca khúc làm nên tên tuổi của cô, những ca khúc topten Làn Sóng Xanh và những ca khúc mới, những phần trình diễn ngẫu hứng với các khách mời trong chương trình.

### Thiết kế sân khấu, âm thanh và ánh sáng

Những hình ảnh của báo chí viết về Thu Phương & Huy MC kết lại chương trình

"Mùa thu của Phương" có sự hợp tác của đạo diễn ánh sáng của Phạm Hoàng Nam và nhạc sĩ Hoài Sa. Sân khấu thiết kế đơn giản, chủ yếu được làm theo kỹ thuật đồ họa mapping, tạo hiệu ứng cho từng giai đoạn, từng ca khúc. Hình ảnh thiết kế 3D tạo ra nhiều không gian âm nhạc khác nhau. Tour diễn còn có sự tham gia của các nhạc công như Dũng Đà Lạt,nhạc sĩ Hoài Sa, phần đệm của nhóm bè Cadillac hay ban nhạc Màu Nước tạo nên sự đa dạng cho sân khấu của tour diễn.

### Trang phục và hình ảnh
Thu Phương kết hợp với chuyên gia trang điểm Huyền HP và nhiếp ảnh gia Cao Trung Hiếu để chuẩn bị hình ảnh khi xuất hiện trong "Mùa thu của Phương". Tờ, Vnexpress nhận xét, hình ảnh của Thu Phương phù hợp với hình ảnh của một nữ ca sĩ chín chắn, điềm đạm ở tuổi 40. Trong tour diễn, Thu Phương thay 6 bộ váy và hình ảnh của cô cũng biến đổi từ thời kì đầu với mái tóc ngắn cá tính đến thời kì sau này khi đã sang Hải ngoại với dòng nhạc trữ tình.

### Truyền thông và tương tác
"Mùa thu của Phương" năm 2016 lần đầu tiên được truyền hình trực tiếp tại hai kênh bao gồm, kênh Youtube chính thức của Thu Phương và ứng dụng sự kiện của hệ thống truyền hình FPT.

## Tóm tắt đêm nhạc

### Tại Sài Gòn

Mùa thu của Phương

Đêm nhạc diễn ra trong ba tiếng đồng hồ, những tiếng violin vang lên thật chậm mở đầu đêm nhạc, rồi tiếng hát Thu Phương cất lên bài Những mùa hoa bỏ lại, cả khán phòng lặng người. Bằng chất giọng thổn thức, trầm vang và nhiều cảm xúc, Thu Phương lần lượt đưa người nghe quay về tuổi thơ với các ca khúc Ngủ ngoan nhé ngày xưa, Cho tôi lại từ đầu, Quê hương tuổi thơ tôi. Trở lại với mái tóc ngắn như thuở đầu đi hát nhưng cô bây giờ bớt tinh nghịch, cá tính mà đằm thắm, chững chạc, nền nã trong bộ váy trắng tinh khôi. Thu Phương tiếp tục liên khúc Hoa tím ngày xưa - Thà làm hạt mưa bay - Thôi anh hãy về. Những ca khúc này gắn liền với nữ ca sĩ trong thời hoàng kim của Làn Sóng Xanh.
Rồi đến những bài hát đồng hành cùng cô trong suốt nhiều năm của cuộc sống: Đêm nằm mơ phố, Như chưa bắt đầu, Nỗi nhớ mùa đông...Thu Phương dành riêng một góc chương trình để giới thiệu người tri kỷ trong âm nhạc - nhạc sĩ Việt Anh. Sau giây phút ôn lại kỷ niệm, họ khắc họa chân dung hoàn hảo cho cả hai qua ca khúc mới có tên gọi Hai chúng ta. Tiếp theo, Thu Phương kết hợp với hai khách mời Hà Anh Tuấn và Đàm Vĩnh Hưng với màn song ca cùng Thu Phương hai ca khúc Chưa bao giờ, Thuyền và biển.Thu Phương dành tiếp một góc âm nhạc của mình cho vùng biển Hải Phòng, nơi cô sinh ra và lớn lên, nơi chắp cánh ước mơ và từ đó ra đi thực hiện khát vọng tuổi trẻ. Nhưng dù đi đâu, người con gái của biển cũng quay về trong vòng tay ấm áp của biển. Một loạt ca khúc Bay đi loài chim biển, Biển chờ, Biển cạn được Thu Phương trình bày.
Đằng sau sự chững chạc là một Thu Phương hồn nhiên và nhí nhảnh. Cô cười đùa cùng Đàm Vĩnh Hưng và tiết lộ chuyện ngày xưa anh từng hát lót cho mình trong một chương trình năm 1998. Cô kể kỷ niệm vui khi Đàm Vĩnh Hưng mặc áo khoác dày bằng lông giữa mùa hè nóng bức để hát, còn cô mặc quần short, áo cộc tay. Thu Phương cũng chọc anh trai là ca sĩ Quang Minh và em gái Kim Oanh khi họ cùng đứng trên sân khấu hát ca khúc của quê hương "Thành phố Hoa phượng đỏ". Thu Phương còn đùa vui tật lẫn lộn "L - N" của người Hải Phòng. Sau đó, Thu Phương chạy xuống sân khấu để gần gũi khán giả khi hát Khi xưa ta bé. Cô tâm sự, cái thuở thiếu nữ ấy, cô còn vụng dại đến nỗi 13-14 tuổi vẫn còn ở trần tắm mưa cùng lũ con trai. Thu Phương dành Đêm nằm mơ phố để kết chương trình - bài hát đã nhiều lần khiến cô muốn "mơ như mình quên hết" khi đương đầu với quá nhiều sóng gió. Thế nhưng, trên tất cả, tình yêu âm nhạc cô trở nên mạnh mẽ, đứng lên và vượt qua tất cả. Đêm nhạc diễn ra trong hơn ba tiếng đồng hồ vẫn chưa đủ làm thỏa mãn người nghe. Gần khuya, khán giả vẫn nán lại để tặng hoa cho nữ ca sĩ, được ôm vai cô để mừng cho ngày trở lại.

### Tại Hà Nội
Khi đêm diễn đầu tiên Mùa thu của Phương tại Sài Gòn chưa kịp nguội cảm xúc, Thu Phương tiếp tục mang chương trình ra Hà Nội, hơn 30 bài hát trong đêm diễn được biên tập, chọn lọc phù hợp với tâm trạng của Thu Phương. Giây phút cảm động nhất trong chương trình là lúc Thu Phương được xem đoạn video ngắn có đầy đủ bố mẹ và các con cô ở Mỹ. Bố cô nói rằng, ông rất hạnh phúc khi ba người con được đứng cùng nhau trên sân khấu tại Việt Nam. Bốn người con của Thu Phương (hai con với chồng cũ Huy MC và hai con với người chồng hiện tại, Dũng Taylor) chúc gia đình có đêm diễn khó quên với công chúng.

### Tại Hải Phòng
Đêm 26 tháng 9 năm 2015, khán giả Hải Phòng nêm kín khán phòng của Nhà hát Tháng Tám để nghe người con của thành phố Cảng hát và tâm sự. Gần 20 năm chị mới quay lại tại sân khấu ca nhạc quê nhà và cũng là lần đầu tiên cả gia đình cô hội ngộ trên sân khấu quê hương. Toàn bộ khán giả của Nhà hát Tháng Tám đã được lấp đầy. Mọi người vỗ tay liên hồi sau mỗi lần biểu diễn của Thu Phương kết thúc. Cô kể những kỷ niệm về khu phố nhà cô, gắn liền với những địa danh thân quen khiến khán giả cười ồ. Đêm diễn có sự tham gia của các khách mời nhạc sĩ Việt Anh, Tuấn Hưng & Hà Anh Tuấn.

### Tại Nhà hát Tuổi trẻ Việt Nam
Đêm 11 tháng 11 năm 2016, "Mùa thu của Phương" diễn ra trong suốt gần 4 tiếng đồng hồ tại Nhà hát Tuổi trẻ, đánh dấu 30 năm ca hát của Thu Phương. Chương trình được chia thành nhiều phần riêng biệt, mở đầu là những ký ức về tuổi thơ, đến những ca khúc tri ân quê hương, tri ân bạn bè thầy cô. Phần tiếp theo là những ca khúc thời kì đỉnh cao của cô và cuối cùng là giới thiệu những dự án mới của cô. Chương trình thu hút hàng trăm khán giả đến thưởng thức giọng hát của Thu Phương. Chương trình có sự tham gia của các ca sĩ Quang Linh, nhạc sĩ Việt Anh và chứng kiến sự hội ngộ của Thu Phương với tập thể các ca sĩ, diễn viên, đồng nghiệp tại Nhà hát Tuổi trẻ.

## Diễn biến thương mại
Trung tuần tháng 10 năm 2013, Thu Phương đã tặng 50 vé live concert cho sinh viên tại Sài Gòn Vé của tour "Mùa thu của Phương" đã gây sốt khi chỉ trong 2 ngày nhưng một lượng vé lớn đã được bán ra. Ngay khi thông tin chính thức về live concert đầu tiên trong sự nghiệp âm nhạc của Thu Phương được tiết lộ, trên mạng xã hội, nhiều fans đồng loạt chia sẻ những ca khúc hit đã gắn liền với tên tuổi của "cô gái mùa thu". Và theo lời của một thành viên trong ban tổ chức, nhiều cuộc điện thoại đặt vé từ những người đồng hương đang sinh sống tại TP. HCM và từ Hải Phòng sẽ lặn lội lên Hà Nội để được thưởng thức giọng hát nồng nàn cháy bỏng nhưng cũng rất ám ảnh của Thu Phương. Tờ Người đưa tin, thì cho biết đêm "Mùa thu của Phương" tháng 9 năm 2015 khán giả Nhà hát Tháng Tám, Hải Phòng đã được nêm kín không còn một chỗ trống. Đêm 11 tháng 11, "Mùa thu của Phương" kéo dài tới 4 tiếng đồng hồ trong không gian của Nhà hát Tuổi trẻ. Không quảng bá rầm rộ, và chủ yếu là vé mời nhưng khán phòng 500 chỗ ngồi của Nhà hát Tuổi trẻ vẫn nêm kín người. Không phải ai cũng may mắn có được vé mời và có chỗ ngồi, rất đông khán giả đã tình nguyện đứng suốt 4 tiếng để nghe Thu Phương hát.

## Đánh giá chuyên môn

### Tại Việt Nam
| “                                 | "Quên được không... 'Mùa thu của Phương'?." | ” |
| — Tờ Thanh Niên bình về tour diễn |                                             |   |

| “                                | "Gần đây nhất, ca sĩ Thu Phương đã trở về hát trong đêm "Mùa thu của Phương" và trở thành đêm diễn thu hút được một lượng lớn công chúng yêu nhạc cả nước. Đêm diễn của Thu Phương ngày 22-10 được đông đảo khán giả yêu thích." | ” |
| — Tờ Pháp Luật & Xã Hội nhận xét | |   |

| “                                                 | "Lveshow kỷ niệm 30 năm ca hát của Thu Phương mang tên "Mùa thu của Phương" vào tháng 11-2016 vừa qua. Đó là một không gian ấm cúng, đầy chất tự sự, được đầu tư rất công phu từ âm thanh, ánh sáng, dàn nhạc... Tiếc rằng, liveshow ấy chỉ dành chỗ cho khoảng 500 người xem. Đó cũng là chủ ý của người tổ chức. Vì với ca sĩ ấy, ê-kip ấy hoàn toàn có thể diễn ở những không gian lớn gấp nhiều lần." | ” |
| — Nhà phê bình âm nhạc Nguyễn Quang Long nhận xét | |   |

### Tại Hải ngoại
| “                      | "Tối Chủ Nhật, ngày 20 Tháng 10, "Mùa Thu Của Phương" diễn ra vào lúc 8 giờ tối tại Nhà hát Hòa Bình, Sài Gòn. Đây được xem là live show đầu tiên của nữ ca sĩ tại Sài Gòn trong suốt 25 năm sự nghiệp ca hát." | ” |
| — Tờ Người Việt tại Mỹ | |   |

## Danh sách tiết mục
1. "Intro: Có phải em Mùa thu Hà Nội (Hà Nội)/Những mùa hoa bỏ lại (Sài Gòn)"
2. "Cô gái đến từ hôm qua"
3. "Ngủ ngoan nhé ngày xưa"
4. "Cho tôi lại từ đầu"
5. "Quê hương tuổi thơ tôi"
6. "LK: Hoa tím ngày xưa - Thà làm hạt mưa bay - Thôi anh hãy về"
7. "LK: Dòng sông lơ đãng & Đánh rơi bên hồ"
8. "Hai chúng ta"
9. "Chưa bao giờ"(song ca với Hà Anh Tuấn)
10. "Chào em ! chào xinh tươi"(Hà Anh Tuấn)
11. "Thuyền và Biển"(song ca với Hà Anh Tuấn)
12. "LK: Biển chờ & Biển cạn"
13. "Bay đi cánh chim biển"
14. "Trăng dưới chân mình"
15. "Biển, nỗi nhớ và em"(song ca với Đàm Vĩnh Hưng)
16. "Có phải em Mùa thu Hà Nội"(Đàm Vĩnh Hưng)
17. "Hoa sữa"(acoustic)
18. "LK Hải Phòng: Đi qua vùng cỏ non, Đêm nay anh ở đâu & Thành phố hoa phượng đỏ"(hát cùng với Quang Minh & Kim Oanh)
19. "LK Hà Nội: Nỗi nhớ mùa đông & Nhớ Mùa thu Hà Nội"
20. "Về đây nghe em"(acapella với nhóm New Friends)
21. "Như chưa bắt đầu"
22. "Khi xưa ta bé (Bang Bang)"
23. "Đêm nằm mơ phố"
24. "Outro"

1. "Intro: Hải Phòng thành phố tuổi thơ"(cùng với băng tư liệu)
2. "Cô gái đến từ hôm qua"
3. "Ngủ ngoan nhé ngày xưa"
4. "Cho tôi lại từ đầu"
5. "Quê hương tuổi thơ tôi"
6. "LK: Dòng sông lơ đãng & Đánh rơi bên hồ"
7. "Nơi Mùa thu bắt đầu"
8. "Chưa bao giờ"(song ca với Hà Anh Tuấn)
9. "Hai chúng ta"
10. "Sao em nỡ vội lấy chồng" (Hà Anh Tuấn)
11. "Về đây em"(Hà Anh Tuấn)
12. "Thuyền và Biển"(song ca với Hà Anh Tuấn)
13. "Bay đi cánh chim biển"
14. "Biển, nỗi nhớ và em"
15. "Trả nợ tình xa"(song ca với Tuấn Hưng)
16. "Tìm lại bầu trời"(Tuấn Hưng)
17. "Giữ lại hạnh phúc"
18. "Thành phố hoa phượng đỏ"(hát cùng với Quang Minh & Kim Oanh)
19. "Về đây nghe em"(hát với nhóm bè)
20. "Như chưa bắt đầu"
21. "Khi xưa ta bé (Bang Bang)"(hát cùng với Tuấn Hưng & Hà Anh Tuấn)
22. "Bên em là biển rộng"(hát cùng với Tuấn Hưng & Hà Anh Tuấn)
23. "Đêm nằm mơ phố"
24. "Chia tay hoàng hôn"
25. "Outro"

1. "Băng tư liệu: buổi ban đầu (intro)
2. "Cho tôi xin một vé đi tuổi thơ"
3. "Ngủ ngoan nhé ngày xưa"
4. "Trở về dòng sông tuổi thơ"(với nhóm múa)
5. "Ai cũng có ngày xưa"(hát với Hoàng Dũng)
6. "LK: Tình ca (Phạm Duy & Hoàng Việt)"(hát với Hoàng Dũng)
7. "Băng tư liệu: nhận xét của bạn bè và đồng nghiệp"(interlude)
8. Nhạc sĩ Đức Trí
9. Nhà báo, MC Diễm Quỳnh
10. Nhạc sĩ Việt Anh
11. Nhạc sĩ Quốc Bảo
12. "Chiều trên bến Cảng"(tri ân quê hương Hải Phòng)
13. "Có phải em mùa thu Hà Nội"
14. "Thành phố tình yêu và nỗi nhớ"
15. "Thu quyến rũ"
16. "Băng tư liệu: những người bạn cũ & mới"(interlude)
17. "Thuyền giấy"
18. "LK: Thuở ban đầu & Chim sáo ngày xưa"(hát với Quang Linh)
19. "Tâm sự của Quang Linh"
20. "Chị tôi"(Quang Linh solo)
21. "Băng tư liệu: thời kỳ đỉnh cao"(interlude)
22. "Nơi mùa thu bắt đầu"
23. "Đánh rơi bên hồ"
24. "Phía nào đến chân trời"
25. "Chưa bao giờ"
26. "Giới thiệu dự án Nam Phương hoàng hậu"
27. "Bài hát về Nam Phương"
28. "Em sẽ chẳng là ai"
29. "Băng tư liệu: với thầy cô, bạn bè Nhà hát Tuổi trẻ"(interlude)
30. NSƯT Chí Trung
31. NSƯT Hồng Kỳ
32. Ca sĩ, tay trống Huy MC
33. " LK: Nụ cười sơn cước, Một sáng con về & Tiếng sáo diều tuổi thơ (hát với ca sĩ Hoài Phương)
34. "Tâm sự của gia đình Thu Phương"
35. "Xẩm Phố Thu"(thể điệu xẩm Tầu Điện)
36. "Con cò"(với nhóm múa)
37. "Thương"(với nhạc sĩ Tường Văn)
38. "Kỉ niệm & hát Hoa sữa với ca sĩ Lan Hương"(interlude)
39. "LK: Giếng làng & Ôi quê tôi "
40. "Hà Nội 12 mùa hoa"
41. "Outro"

### Các nghệ sĩ khách mời
- 2013: Đàm Vĩnh Hưng & Hà Anh Tuấn
- 2015: Tuấn Hưng & Hà Anh Tuấn
- 2016: Quang Linh & Việt Anh

## Lịch trình
| Ngày diễn            | Thành phố             | Quốc gia | Địa điểm tổ chức              |
| -------------------- | --------------------- | -------- | ----------------------------- |
| 20 tháng 10 năm 2013 | Thành phố Hồ Chí Minh | Việt Nam | Nhà hát Hòa Bình              |
| 22 tháng 10 năm 2013 | Hà Nội                | Việt Nam | Cung văn hóa hữu nghị Việt Xô |
| 26 tháng 9 năm 2015  | Hải Phòng             | Việt Nam | Nhà hát Tháng Tám             |
| 11 tháng 11 năm 2016 | Hà Nội                | Việt Nam | Nhà hát Tuổi Trẻ              |

## Tham gia sản xuất
| Saigon & Hanoi 10/2013 | Haiphong 9/2015 | Nhà hát Tuổi trẻ Việt Nam 11/2016 |
| --- | --- | --- |
| - Chỉ huy đêm diễn: NSND Trần Bình - Đạo diễn: Phạm Hoàng Nam - Giám đốc âm nhạc: Hoài Sa - Giám đốc sáng tạo: Cao Trung Hiếu - Giám đốc sản xuất: Võ Đỗ Minh Hoàng - Điều phối sản xuất: Nguyễn Hiếu Tâm - Ban nhạc: New Friends | - Đạo diễn: Cao Trung Hiếu - Chịu trách nhiệm sản xuất: D&D Entertainment - Giám sát sản xuất: Minh Quốc - Giám đốc sản xuất: Võ Đỗ Minh Hoàng - Thiết kế sân khấu và đồ họa: Tuấn Vương - Ban nhạc: The Water Color - Trợ lý sản xuất: Anh Đức & Lan Phương | - Đơn vị tổ chức: Minh Quốc Media - Chịu trách nhiệm sản xuất: D&D Entertainment - Giám sát sản xuất: Minh Quốc - Giám đốc âm nhạc: nhạc sĩ Tường Văn - Ban nhạc: nhạc sĩ Tường Văn - Tham gia biểu diễn: Các nghệ sĩ của Nhà hát Tuổi trẻ |